# Trådöga
Trådöga (Byssoloma marginatum) är en lavart som först beskrevs av Johann Franz Xaver Arnold, och fick sitt nu gällande namn av Sérus. Trådöga ingår i släktet Byssoloma och familjen Pilocarpaceae.  Arten är reproducerande i Sverige. Inga underarter finns listade i Catalogue of Life.